# Heliophisma maculilinea
Heliophisma maculilinea là một loài bướm đêm trong họ Erebidae.